# Вотинов, Сергей Викторович
Сергей Викторович Вотинов (2 октября 1980, Советский, ХМАО) — российский биатлонист, чемпион и неоднократный призёр чемпионатов России по биатлону и летнему биатлону, впоследствии — спортивный организатор. Мастер спорта России.

## Биография
Начал заниматься лыжными гонками в п. Советском (ХМАО), становился победителем и призёром юношеских соревнований регионального уровня, а в 1995 году стал серебряным призёром первенства России среди школьников. Первый тренер — Акишев Виктор Васильевич.
Позднее перебрался в Тобольск и начал заниматься биатлоном. Выступал за спортивное общество «Динамо» и город Тобольск Тюменской области. Тренер — Владимир Введенский.
В 1999 году на чемпионате мира среди юниоров в Поклюке занял четвёртое место в индивидуальной гонке и пятое — в эстафете.
Чемпион России по биатлону 2004 года в эстафете. В 2003 году становился бронзовым призёром чемпионата страны в командной гонке и гонке патрулей. Становился победителем этапов Кубка России. Завоёвывал медали чемпионатов России по летнему биатлону, в том числе в эстафетах в 2004 году стал серебряным призёром, а в 2003 году — бронзовым.
В середине 2000-х годов завершил спортивную карьеру. По состоянию на 2010 год был директором Центра спортивной подготовки Тюменской области. С начала 2010-х годов работает заместителем директора департамента по спорту и молодёжной политики Тюменской области.

## Личная жизнь
Братья Евгений и Михаил тоже занимались лыжными гонками, но только на детско-юношеском уровне.